# 김완규 (1955년)
김완규(金完奎, 1955년 ~ )는 대한민국의 기업가이며 예비역 대한민국 육군 하사이고 한국수자원공사 부사장 겸 사장 직무대리를 역임하였다.

## 생애

### 주요 경력
- 한국전력공사 입사(1982년)
- 한국수자원공사 이적 재입사(1984년)
- 한국수자원공사 재무관리처 차장
- 한국수자원공사 재무관리처 처장
- 한국수자원공사 수도기획처 처장
- 한국수자원공사 수도사업처 처장
- 한국수자원공사 기획조정실 실장
- 한국수자원공사 경남지역본부장
- 한국수자원공사 중앙관리본부장
- 한국수자원공사 부사장
- 한국수자원공사 부사장 겸 사장 직무대리
- 경남대학교 행정학과 겸임교수

### 학력
- 서울 용문고등학교 졸업
- 성균관대학교 경영학과 학사